# قصص الوطن (كتاب)
قصص الوطن هو كتاب قصصي من تأليف رفيق خالد كاراي نُشر عام 1919. وفي عام 1947 صدرت طبعة جديدة من الكتاب، قام كاراي بمراجعتها وإضافة بعض الإضافات والتغييرات.